# Бикрофт, Ванесса
Ванесса Бикрофт (англ. Vanessa Beecroft; род. 25 апреля 1969, Генуя) — итальянская художница, работает в жанре перформанса, живёт и работает в Милане и Нью-Йорке. Известность Ванессе Бикрофт принесли перформансы с использованием практически обнаженных моделей.

## Творчество
Как правило, перформансы Ванессы Бикрофт устраиваются при участии большого количества женщин-моделей, нередко обнаженных. Каждый перформанс фотографируется и снимается на видео, которые являются и сопровождающим акцию документом, и самостоятельными произведениями искусства.
Ванесса Бикрофт устанавливает структуру, в соответствии с которой размещает участников перформансов. Эти произведения — экзистенциальные столкновения моделей и аудитории, их стыда и их ожиданий. Каждый перформанс задумывается для определённого места, в него закладываются политические, исторические, социальные ассоциации. Работы Бикрофт обманчиво просты в своем исполнении, провоцировании вопросов, связанных с идентификацией и вуайеризмом, которые проявляются в комплексных отношений моделей, аудитории и контекста.
Первичный материал перформансов Ванессы Бикрофт — женское тело. Женщины, часто обнаженные, унифицируются благодаря таким деталям как цвет волос, обувь, неподвижная поза. Концептуально творчество Ванессы Бикрофт ближе всего к живописи: она создает современные вариации тех сложных фигуративных композиций, от которых отказались наследники Ренессанса. Более поздние работы Ванессы Бикрофт отличает определённая театральность. Иногда в них используется униформа, некоторые перформансы устраиваются с едой, в других появляются мужчины в военной форме.